# Rosario Valpuesta
María Rosario Valpuesta Fernández (Sevilla, 1953-Sevilla, 13 de marzo de 2013) fue una catedrática y Doctora en Derecho. Nació en Sevilla en 1953 y murió en la misma ciudad en 2013, a los 60 años de edad. Fue la primera mujer andaluza en estar al frente de un Rectorado y cuarta en la historia de España. Manuel Chaves, por aquel entonces presidente de la Junta de Andalucía, la nombró por decreto, el 29 de julio de 1997, rectora-presidenta de la Universidad Pablo de Olavide (UPO). Revalidó en abril de 2001 el cargo, mediante elecciones, que ocuparía hasta el 10 de junio de 2003, cuando la relevó Agustín Madrid.

## Trayectoria profesional
Valpuesta comenzó su carrera universitaria en la Facultad de Derecho de la Universidad de Sevilla, en la que obtuvo el Grado de licenciada en Derecho con la calificación de sobresaliente en 1976. Posteriormente, se doctoró por la misma universidad en 1980 con la calificación de Sobresaliente “cum laude”: su tesis doctoral, dirigida por el Prof. Dr. Ángel M. López y López (Catedrático de Derecho Civil de la misma Universidad), que fue publicada, versó sobre “Los pactos conyugales de separación de hecho: historia y presente”. Dos años después accedió a la categoría de Profesora titular de Universidad, y en 1989 obtuvo la condición de Catedrática de Derecho Civil en la Facultad de Ciencias Sociales y Jurídicas de Huelva, que en aquel momento aún dependía de la Universidad de Sevilla. Posteriormente ejerció como Catedrática en la Universidad de Huelva, de 1993 a 1997, en la Universidad de Sevilla de 1997 a 1999 y, finalmente, en la Universidad Pablo de Olavide, de 1999 a 2013.
Durante todo ese tiempo la profesora Valpuesta Fernández llevó a cabo una amplia labor investigadora, que se tradujo en la publicación de varios artículos, comentarios, monografías, manuales y estudios jurídicos de todo tipo. Sus contribuciones académicas más relevantes se produjeron en el ámbito del Derecho de Familia.
A la Universidad Pablo Olavide llegó con experiencia en la gestión universitaria, ya que había sido vicerrectora de alumnos de la Universidad de Sevilla entre 1984 y 1986 y directora del departamento de Derecho Civil, Derecho Internacional Privado e Historia del Derecho de las Instituciones en la Universidad de Huelva desde septiembre de 1993 a marzo de 1997. Valpuesta, que ostentaba la Cátedra de Derecho Civil de la UPO, ocupó también otros cargos fuera del ámbito académico. Fue vicepresidenta del Consejo Escolar de Andalucía (1990-1955), consejera del Consejo Consultivo de Andalucía (1994-1997) y miembro del Consejo Andaluz de Asuntos Menores (desde 2002) y de la Comisión Autonómica de Ética e Investigación (desde 2003).
Participó en diferentes grupos de investigación, en Congresos nacionales e Internacionales con la presentación de ponencias y comunicaciones, y realizó una serie de publicaciones sobre sus conocimientos académicos en revistas especializadas, entre las que destaca destaca su colaboración en la obra colectiva Enciclopedia Jurídica Básica. Asimismo, ha sido coautora de varios libros y publicó comentarios a sentencias judiciales relevantes.
Valpuesta fue autora de la editorial Tirant lo Blanch, con obras de referencia como Iguales y diferentes ante el derecho privado o El levantamiento del Velo: Las Mujeres en el Derecho Privado o su última obra, La disciplina constitucional de la familia en la experiencia europea.

### Encierro de inmigrantes ilegales en la UPO de 2002
Uno de los incidentes a los que tuvo que hacer frente durante su mandato como Rectora fue el encierro en 2002 de medio millar de inmigrantes que reclamaban su regularización. Finalmente, pese a varios intentos de resolución del conflicto, se vio obligada a ordenar el desalojo de la Universidad, después de que produjeran altercados con trabajadores y se amenazara con la ocupación de más pabellones. Rajoy relacionó el encierro con la celebración de una Cumbre de la UE en Sevilla, y con la convocatoria de una huelga. Por su parte, el PP pidió al Ejecutivo andaluz "responsabilidades políticas" en el Parlamento autonómico por "alentar y amparar" el encierro de los inmigrantes ilegales en la UPO.

## Activismo feminista
Rosario Valpuesta fue una participante activa en movimientos feministas y criticó reiteradamente la doble jornada de las mujeres, así como los sueldos más bajos por desempeñar el mismo trabajo que los hombres y la menor presencia de estas en cargos directivos. En este sentido, reclamó la “feminización del poder” para facilitar el acceso de la mujer a los puestos donde se toman decisiones. Durante unas jornadas, declaró que “En España, la jornada de un político se extiende hasta las diez de la noche, con 13 inauguraciones y 13 actos. Esto es incompatible con un proyecto de vida personal, salvo en el caso de las mujeres que asumen los valores masculinos”.
Por añadidura, colaboró directamente con muchos Ayuntamientos de Andalucía, en proyectos de toma de conciencia de las mujeres rurales de su situación de subordinación y discriminación laboral. También trabajó en América Latina con mujeres que luchaban por sus derechos, en países como Colombia, Ecuador, Perú o Bolivia, y participó en numerosos programas para ayudarlas a luchar contra la discriminación. En premio a su labor en pro de los derechos de las mujeres, recibió a lo largo de su trayectoria varios reconocimientos de carácter internacional. Fue nombrada Profesora Honoraria de la Universidad Nacional de San Antonio Abad del Cuzco (Perú) en 1988 y de la Universidad Andina Simón Bolívar (Quito, Ecuador) ; en 202 recibió el Diploma de Honor de la Cámara Municipal de Curitiba (Brasil), y el 7 de junio de 2007 fue nombrada Doctora Honoris Causa por la Universidad Nacional de Catamarca (Argentina).
En España, la Guardia Civil le impuso la Cruz Blanca al Mérito Civil en octubre de 2001. Y un año después, en octubre de 2002 ingresó en la Real Academia de Ciencias, Bellas Artes y Buenas Letras “Luis Vélez de Guevara” de Écija. La Universidad Pablo de Olavide le entregó en 2004 la Medalla de Honor de la institución, recibió  el Premio Sociedad en la Primera edición de los Premios Gabriela Sánchez Aranda en 2009 y el Premio Meridiana, otorgado por su defensa de la igualdad de derechos y oportunidades entre hombres y mujeres en 2012. A título póstumo, el Ayuntamiento de Sevilla le concedió la Medalla de la ciudad de 2013, que recogió su hijo Alberto Giráldez Valpuesta.

## Fallecimiento
Rosario Valpuesta falleció a consecuencia de un cáncer, que había padecido durante años. La Junta de Andalucía le concedió en 2012, estando José Antonio Griñán en la Presidencia, el Premio Meridiana, coincidiendo con el Día de la Mujer Trabajadora. En 2009, el Gobierno de Rodríguez Zapatero le entregó el Premio Plaza de España, instaurado por la Delegación del Gobierno en Andalucía, junto al periodista Iñaki Gabilondo, por “su defensa de los valores democráticos”.
Dado su activismo en movimientos feministas y de izquierdas, el Ayuntamiento de Sevilla, siendo alcalde el socialista Alfredo Sánchez Monteseirín, aprobó rotular una calle del centro de la ciudad, concretamente en el barrio de San Lorenzo, con el nombre de Rosario Valpuesta, en aplicación de la Ley de Memoria Histórica, que obligaba a retirar del callejero cualquier referencia a la Dictadura de Franco o la Guerra Civil. La Universidad Pablo de Olavide, tras su muerte, hizo un homenaje en memoria de Rosario Valpuesta. 

## Publicaciones destacadas
- Comentario a la S.T.S. de 22 de julio de 1993, C.C.J.C, septiembre-diciembre, 1994.

- La institucionalización jurídica de la pareja. Registro de parejas de hecho. Las uniones de hecho. II Seminario de Estudios Jurídicos y Criminológicos, Jerez de la Frontera, (Cádiz), 1995.

- Mujer y universidad, Tomás Fernández García y Manuel Marín Sánchez (dirs.) Estado de Bienestar y socialdemocracia, Madrid, 2001, ISBN 84- 206-4466-8, pgs. 303-318.

- Las familias monoparentales: Una perspectiva sobre el Derecho de familia”, Libro Homenaje al Prof. Luis Díez-Picazo, t. III, Madrid, 2003.

- Reflexiones sobre el Derecho de familia, Teoría y Derecho. Revista de Pensamiento Jurídico, 2/2007, pgs. 74-98.

- Comentario a la Ley Orgánica de Igualdad Efectiva de Mujeres y Hombres, Revista del Centro de Estudios Andaluces, 2007.